# Moorish Castle
Moorish Castle - fortyfikacja na Gibraltarze stworzona z rozmaitych budynków, bram, murów fortyfikacyjnych, The Tower of Homage oraz stróżówki.
Budowla jest bardzo dobrze widoczna ze względu na efektowną konstrukcję oraz dominującą i strategiczną pozycję.

## Historia
Gibraltar od zawsze miał duże znaczenie dla wielu nacji i cywilizacji będącej w posiadaniu tego terenu na przestrzeni wieków, od neandertalczyków, przez średniowiecze, panowanie Maurów, Hiszpanii i Wielkiej Brytanii.
Panowanie Maurów trwało, jak dotąd, najdłużej w historii terenu - od 711 do 1309 roku oraz od 1350 do 1462 roku dając łącznie 710 lat.
Znaczenie Gibraltaru dla muzułmanów i chrześcijan jest spowodowane faktem, iż najazd Maurów i podbój Europy rozpoczął się w 711 roku od zdobycia Gibraltaru, kończąc się w 1492 roku po odzyskaniu Grenady. Najazd Maurów na Hiszpanię został poprowadzony przez Tarika ibn Ziyada oraz Musa ibn Nasayra. Gibraltar stał się więc odskocznią do zajęcia Hiszpanii i części Francji. 
Budowa Moorish Castle na Gibraltarze rozpoczęła się w VIII wieku (przypuszczalne w 711) naszej ery, jednak nie wiadomo, kiedy go ukończono. Prawdopodobne, mury fortyfikacji sięgały od górnej części Skały Gibraltarskiej aż do morza.
Najbardziej reprezentatywną częścią zamku jest obecnie niedostępna Tower of Homage (pol. wieża hołdu) wraz z różnymi tarasami i fortyfikacjami oraz masywną bramą z dachem w kształcie kopuły. Tower of Homage jest najwyższą islamską wieżą na Półwyspie Iberyjskim, a kasba jest największa w okolicy. Zamek odegrał ważną rolę podczas najazdu Arabów na Półwysep Iberyjski.
Obecna Tower of Homage oraz większość widocznego zamku została odbudowana podczas drugiego okresu najazdu Maurów we wczesnych latach XIV wieku.

## Obecnie
Część Moorish Castle jest obecnie zajmowane przez więzienie. Zamek jest jedną z największych atrakcji na Gibraltarze i został umieszczony na rewersie 5 funtów gibraltarskich.
Termin Moorish Castle oraz El Castillo po hiszpańsku jest używany także w stosunku do terenu wokół zamku zwanego Moorish Castle Estate.